# Unreal II: The Awakening
Unreal II: The Awakening — компьютерная игра в жанре шутер от первого лица, изначально разработанная для прохождения в одиночку. Игра стала продолжением известной игры Unreal, вышедшей в 1998 году. Разработанная компанией Legend Entertainment и изданная фирмой Atari.

## Альфа-версия
Спустя некоторое время из офисов Epic Games была украдена альфа-версия игры, возможности которой были продемонстрированы на выставке E3. Демоверсия содержит несколько карт — моментов из полной игры, например база Аксон на Янусе. Но есть и уровень, который не вошёл в полную игру — открытый космос с реалистичной гравитацией, астероиды и маленькая станция. Также в демоверсию был включен целый и рабочий редактор карт на движке Unreal Engine 2.

## Сюжет
Действие игры происходит в 2251 году, примерно через 36 лет после событий первой части и её дополнения.
Джон Далтон, бывший военный и действующий маршал Земной Колониальной Администрации (англ. Terran Colonial Authority, TCA), вместе со своей командой занимается патрулированием дальней части космоса. Он прибывает на базу Авалон, штаб TCA, чтобы узнать, была ли удовлетворена его заявка на восстановление по службе. Начальник штаба, коммандер Хокинс, сообщает, что запрос был отклонен и будет пересмотрен повторно через полгода. Там же Джону дают новое задание, и он возвращается на свой корабль, Атлантис.
По ходу сюжета, Атлантис направляется на несколько планет, где команда Атлантиса находит некие неуязвимые к любому урону артефакты пришельцев. Также выясняется, что к поиску артефактов присоединились раса скаарджей (главные враги землян, известные по первой части) и крупные межпланетные корпорации Изанаги и Лиандри, поэтому команде корабля приходится не только заниматься поиском артефактов, но и защищать их от врагов. Позже выясняется, что артефакты могут обладать огромной разрушающей силой.
После нахождения всех артефактов, Атлантис возвращается на базу Авалон, но вылетевший на своем корабле-челноке Джон попадает под обстрел планетарной системы обороны воздушного пространства. После аварийной посадки выясняется, что штаб и защитные системы захватили скаарджи. Сумев отбиться от них вместе с выжившими солдатами, Джон становится свидетелем гибели Атлантиса со всей командой на борту. Чуть позже, на флагмане коммандера Хокинса, Джон узнаёт, что тот использовал команду Атлантиса для поиска артефактов, чтобы потом воспользоваться ими в свою пользу. Сами артефакты способны создать сильных существ, бывших в прошлом могучими воинами расы Тоск. Джону удается убить Хокинса, а флагман, вместе с артефактами на борту, направить на ближайшую звезду.

## Рецензии и награды
| Сводный рейтинг       | Сводный рейтинг       | Сводный рейтинг       |
| Издание               | Оценка                | Оценка                |
| Издание               | PC                    | Xbox                  |
| --------------------- | --------------------- | --------------------- |
| GameRankings          | 75,44 %               | 64,38 %               |
| Metacritic            | 75 / 100 (30 обзоров) | 64 / 100 (27 обзоров) |
| MobyRank              | 80 / 100              | 59 / 100              |
| Иноязычные издания    |                       |                       |
| Издание               | Оценка                | Оценка                |
| Издание               | PC                    | Xbox                  |
| 1UP.com               | B+                    | B-                    |
| AllGame               | [ 11 ]                | [ 12 ]                |
| CVG                   | 8,0 / 10              | N/A                   |
| Eurogamer             | 7 / 10                | 5 / 10                |
| GameSpot              | 7,3 / 10              | N/A                   |
| IGN                   | 8,2 / 10              | 7,8 / 10              |
| PC Zone               | 9,4 / 10              | N/A                   |
| TeamXbox              | N/A                   | 7,3 / 10              |
| GameStats             | 7,8 / 10              | 6,8 / 10              |
| Русскоязычные издания |                       |                       |
| Издание               | Оценка                | Оценка                |
| Издание               | PC                    | Xbox                  |
| Absolute Games        | 65 %                  | N/A                   |
| «Домашний ПК»         | [ 24 ]                | N/A                   |
| «Игромания»           | 7,5 / 10              | N/A                   |
| «Страна игр»          | 7,5 / 10              | N/A                   |